# Wyręby (Mostowlany-Kolonia)
Wyręby – część kolonii Mostowlany-Kolonia w Polsce, położona w województwie podlaskim, w powiecie białostockim, w gminie Michałowo.
W latach 1975–1998 Wyręby administracyjnie należały do województwa białostockiego.